# بيلبي كبير
البيليبي الكبير (باللاتينية: Macrotis lagotis) أو البندقوط ذو أذن الأرنب هو حيوانٌ قارت من البندقوطيَّات يعيش في قارة أوقيانوسيا. تعيش هذه الحيوانات في مناطق جافَّة بوسط قارة أستراليا، إلا أنَّ مناطق عيشها وأعدادها آخذة بالتضاؤل.

## الموئل
كان هذا الكائن منتشراً في الماضي بالمناطق الجافَّة وشبه الجافَّة والخصبة من قارة أستراليا، إلا أنَّه بات الآن نوعاً مهدداً بالانقراض. يعيش البيلبي الكبير داخل جحور تحتَ الأرض، ويكون شكل الجحر حلزونياً، حيث يزداد عُمقه مع التقدُّم فيه، ممَّا يُصعِّل على المفترسين الوصول إلى الداخل. يُفضِّل هذا الحيوان إجمالاً البيئة الجافَّة لغناها بحشائش التريودا وشجيرات الطلح.